# Auferstehungskirche (Hof)

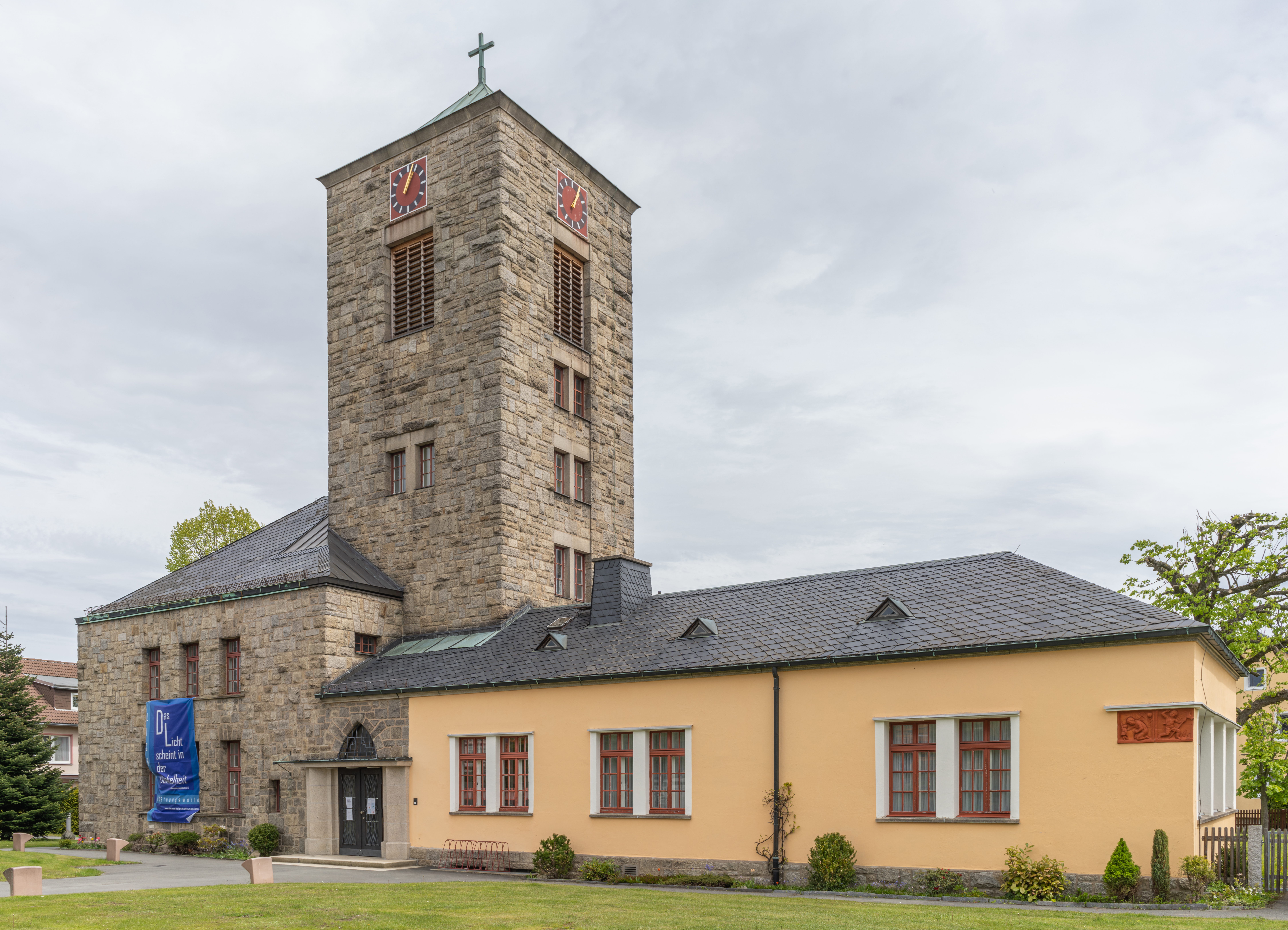
Auferstehungskirche in Hof-Moschendorf

Die Auferstehungskirche ist das Gotteshaus der evangelisch-lutherischen Kirchengemeinde im Gemeindeteil Moschendorf der Stadt Hof.

## Geschichte
Am 9. April 1928 fand die Grundsteinlegung statt. Am 30. Juni 1929 erfolgte die feierliche Einweihung des neu errichteten Kirchenbaus. Die Kirchengemeinde gehörte anfangs zum achten Seelsorgesprengel der Gesamtpfarrei Hof, der von dem zweiten Stadtvikar betreut wurde. Nach Aufteilung der Gesamtpfarrei in selbständige Pfarreien wurde 1951 die Vikariatsstelle in die Pfarrei Hof-Auferstehungskirche im Dekanat Hof umgewandelt.
In den 1960er und 1970er Jahren verzeichnete die Gemeinde durch Industrieansiedlungen ein großes Wachstum. In den 1990er Jahren begann ein kontinuierlicher Rückgang der Gemeindegliederzahl ein. Daher erfolgte 2005 die Gründung eines Gemeindeverbundes der Auferstehungskirche mit der Kirchengemeinde St. Peter und Paul Döhlau.

## Ausstattung
Die Auferstehungskirche ist schlicht gehalten und auf den Altarraum konzentriert. Hinter dem Altar sind drei gotisch zugespitzte Buntglasfenster, die die Geschichte der Emmausjünger darstellen. Die beiden Leuchter, das Kreuz auf dem Altar sowie die Taufkannen und die Taufschale sind zeitgenössisch geprägt. Sie wurden von Rudolf Koch geschaffen. Das Altarkreuz ist aus Holz gefertigt und trägt an seinen Enden Metallbeschläge mit den Namen der vier Evangelisten. An der Stirnseite der Empore ist über die gesamte Breite ein Bild-Leporello von Annemarie Nägelsbach angebracht, welches Szenen aus dem Leben Jesu zeigt. Die Taufschale zeigt in der Mitte die Geisttaube. Auf dem Rand ist über dem Christusmongramm paulinische Auferstehungsevangelium aus dem 2. Korintherbrief eingraviert.

## Orgel

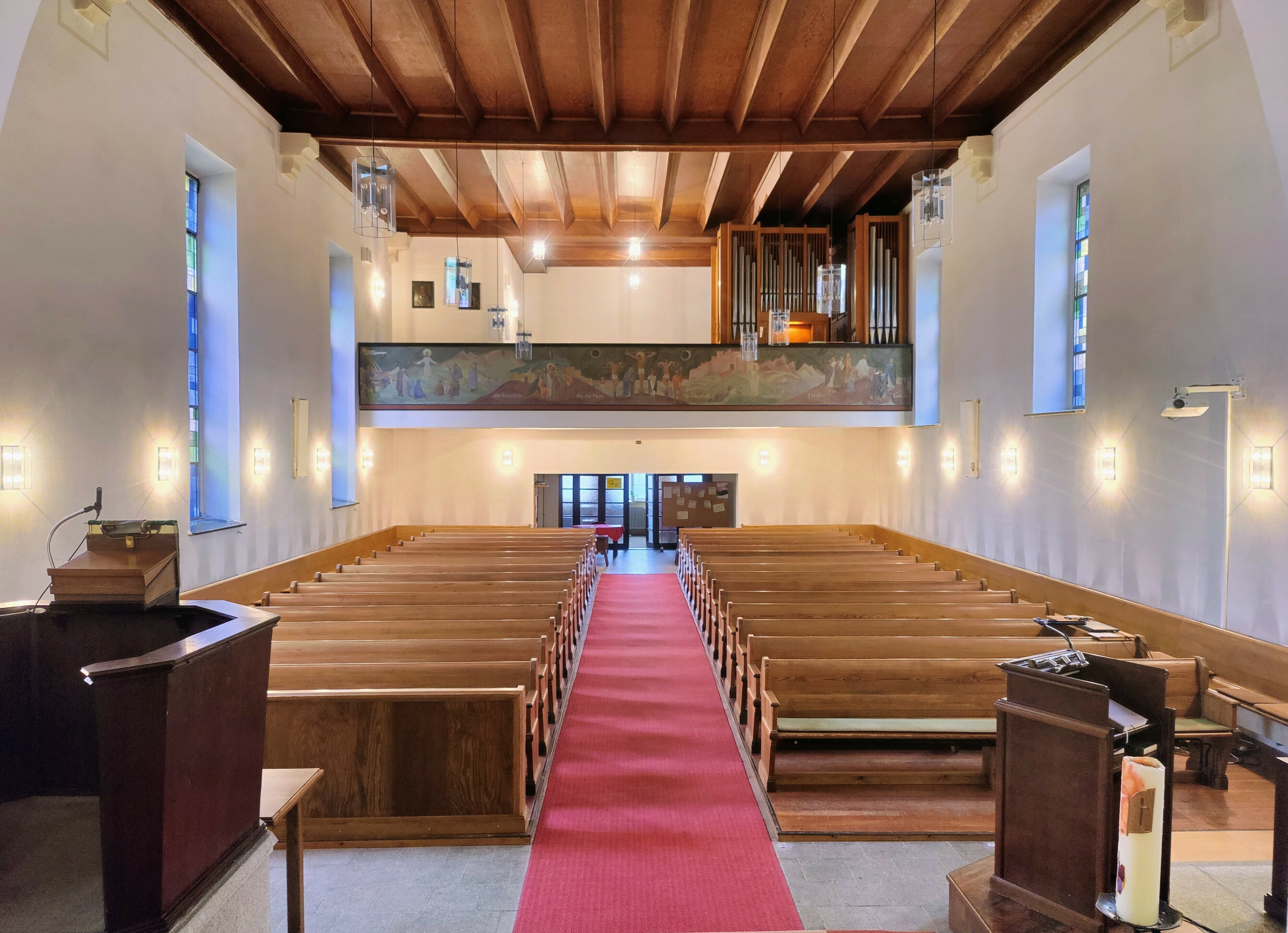
Innenraum, Blick zur Orgel (2023)

Die Orgel mit 16 Registern auf zwei Manualen und Pedal ist ein Werk von Deininger & Renner aus dem Jahr 1981. Zum Bau wurden einige Register der Vorgängerorgel wiederverwendet. Die Disposition lautet:
| I Hauptwerk C–g3 |            |
| Prinzipal        | 8′         |
| Gedeckt          | 8′         |
| Oktav            | 4′         |
| Rauschharfe      | 4′ + 2 ⁄3′ |
| Waldflöte        | 2′         |
| Mixtur           | 1 ⁄3′      |

| II Schwellwerk C–g3 |      |
| Holzflöte           | 8′   |
| Blockflöte          | 4′   |
| Sesquialtera III    |      |
| Oktav               | 2′   |
| Cymbel              | 2⁄3′ |
| Tremolo             |      |

| Pedal C–f1  |         |
| Subbaß      | 16′     |
| Offenbaß    | 8′      |
| Baßzink III |         |
| Choralbaß   | 4′ + 2′ |
| Trompete    | 8′      |

- Koppeln: II/I, I/P, II/P
- Bemerkungen: Schleiflade, mechanische Spiel- und Registertraktur, Spielschrank